# Hansemann Mountains
Die Hansemann Mountains sind eine Bergkette in Papua-Neuguinea, die während der deutschen Kolonialzeit nach Adolph von Hansemann benannt wurde. Die Bergkette liegt in der Madang-Provinz in der Nähe der Hauptstadt Madang an der nordwestlichen Seite der Astrolabe Bay.